# Eurotheum
L'Eurotheum est un gratte-ciel de la ville de Francfort-sur-le-Main, en Allemagne. Il est haut de 110 m et comporte 31 étages.
Le bâtiment se trouve juste à côté de la Main Tower. Il contient un hôtel, ainsi qu'un bar au 22e étage, le 22nd Lounge. Le bâtiment fut conçu par le cabinet d'architecture Novotny Mähner Assoziierte. Il a été achevé en 1999.